# Yngvild Kaspersen
Yngvild Kaspersen est une athlète norvégienne née le 11 mars 1995. Spécialiste de skyrunning , elle a notamment remporté Zegama-Aizkorri en 2016.

## Biographie
Yngvild Kaspersen décide de combiner sa carrière de coureuse à ces études de médecine. Elle étend son parcours afin de pouvoir se concentrer sur ces deux passions, avant d'obtenir son diplôme en Juin 2022.
Le 25 septembre 2022, elle remporte la Flagstaff Sky Peaks 50 km aux États-Unis en 4 h 27 min 42 s, terminant première au scratch avec trente minutes d'avance sur l'Américaine Brianna Grigsby et trente-huit minutes d'avance sur le premier homme, l'Américain Joseph Holway.
Le 1er septembre 2023, elle s'élance au départ de la CCC. Elle crée la surprise en s'emparant de la tête à mi-parcours et parvient à creuser l'écart sur ses rivales. Elle s'impose en 11 h 51 min 22 s avec plus d'une demi-heure d'avance sur Emily Hawgood.

## Résultats
| no  | féminin            | Course                                   | Longueur | Départ             | Temps            |
| --- | ------------------ | ---------------------------------------- | -------- | ------------------ | ---------------- |
| 3e  | Médaille d'or      | Tromsdalstind SkyRace                    | 20 km    | 6 septembre 2014   | 2 h 28 min 46 s  |
| 18e | Médaille d'or      | Cross du Mont-Blanc                      | 23 km    | 27 juin 2015       | 2 h 29 min 20 s  |
| 7e  | Médaille d'or      | Tromsdalstind SkyRace                    | 20 km    | 31 juillet 2015    | 2 h 19 min 28 s  |
|     | Médaille d'argent  | Blåmann Vertical                         | 2,7 km   | 1er août 2015      | 43 min 42 s      |
| 17e | Médaille d'or      | Lantau 2 Peaks                           | 23 km    | 4 octobre 2015     | 2 h 42 min 04 s  |
| 48e | Médaille d'or      | Zegama-Aizkorri                          | 42 km    | 22 mai 2016        | 4 h 50 min 58 s  |
| 14e | Médaille d'or      | 23 km du Mont-Blanc                      | 23 km    | 25 juin 2016       | 2 h 25 min 15 s  |
| 13e | Médaille d'or      | Buff Epic Trail 21K                      | 21 km    | 24 juillet 2016    | 2 h 41 min 34 s  |
| 16e | Médaille de bronze | Blåmann Vertical                         | 2,7 km   | 5 août 2016        | 44 min 56 s      |
| 36e | Médaille d'argent  | Grand Trail des Templiers                | 76 km    | 23 octobre 2016    | 8 h 13 min 57 s  |
| 24e | Médaille de bronze | Transvulcania Vertical Kilometer         | 7,6 km   | 10 mai 2019        | 1 h 00 min 50 s  |
| 12e | Médaille d'argent  | Tromsdalstind SkyRace                    | 32 km    | 3 août 2019        | 3 h 31 min 25 s  |
| 29e | Médaille d'argent  | Marathon de Pikes Peak                   | 42,2 km  | 25 août 2019       | 4 h 27 min 26 s  |
| 17e | Médaille d'or      | Gorbeia Suzien                           | 31 km    | 29 septembre 2019  | 3 h 34 min 32 s  |
| 6e  | Médaille d'argent  | Ultra Trail de l'île de Madère - MIUT 85 | 85 km    | 20 novembre 2021   | 11 h 47 min 21 s |
| 14e | Médaille d'argent  | Transvulcania                            | 75 km    | 22 octobre 2022    | 8 h 47 min 3 s   |
| 4e  | Médaille d'or      | Hamperokken SkyRace                      | 57 km    | 5 août 2023        | 7 h 42 min 17 s  |
| 18e | Médaille d'or      | CCC                                      | 100 km   | 1er septembre 2023 | 11 h 51 min 22 s |
| 8e  | Médaille d'or      | Kullamannen Seventh Seal                 | 50 km    | 4 novembre 2023    | 3 h 59 min 31 s  |
| 20e | 5e                 | Western States 100-Mile Endurance Run    | 100 mi   | 29 juin 2024       | 16 h 50 min 39 s |
| 6e  | Médaille d'or      | Wildstrubel by UTMB - Wild 50            | 37 km    | 14 septembre 2024  | 3 h 19 min 18 s  |
| 11e | Médaille d'argent  | Ultra-Trail Snowdonia by UTMB - 50K      | 55 km    | 17 mai 2025        | 7 h 11 min 12 s  |
| 10e | Médaille d'argent  | Lavaredo 80K                             | 80 km    | 28 juin 2025       | 8 h 58 min 35 s  |